# まつざきしおり
まつざきしおり（1987年 - ）、は日本の漫画家、イラストレーター、インスタグラマー。

## 来歴
- 出身地は兵庫県[1]。大学卒業後、お菓子の会社に勤めたが、多忙等で馴染めず、辞める[1]。
- 2011年 香川県の直島に移住[2]。
- 2014年に長女を出産[3]。
- 2017年にKADOKAWA第29回コミックエッセイプチ大賞に受賞した[4][5]。直島古民家シェア暮らしを出版[2]。
- その後は長女の直島での成長を描いたコミックエッセイ「みーたんシリーズ」等を出版[6]。
- 2020年に自身のInstagramアカウントが乗っ取り行為にあった事をTwitterで発表[7]。

## 人物
- 家族はまつざき、夫、長女の三人家族[8]。
- 直島の観光大使としても活動[6]。
- 自身のInstagramのフォロワーは10万人を越えている[3]。

## 作品

### 漫画
- 『直島古民家シェア暮らし』（2017年4月21日発売[9]、KADOKAWA、全1巻）
- 『3才児みーたんは容赦しない』（2018年4月27日発売[10]、KADOKAWA、全1巻）
- 『みーたん!』（2020年8月11日発売[11]、文友舎、全1巻）

### その他
- 『野菜まるごと使い切りスープ』（文友舎、平野信子・木村健二(著)）[注釈 1]
- 『あるある直島』（YouTube） [1][注釈 2]